# Ana Free
Ana Free, nombre artístico de Ana Gomes Ferreira (Lisboa, 29 de junio de 1987), es una cantante y compositora que tuvo una serie de singles en el Top 5, incluyendo un número 1, en Portugal. Ana Free es una presencia musical creciente en el popular sitio de vídeos YouTube, teniendo más de 29 millones de visualizaciones.

## Infancia
Criada por una madre británica y padre portugués, Ana creció con su hermano mayor en Cascais. Desde muy temprano mostró ser apasionada por escribir poesía e historias y comenzó a escribir y componer a los 10 años de edad. A los 8 años, su padre comenzó a enseñarle a tocar en una pequeña guitarra que pertenecía a su hermano mayor. Durante los últimos 16 años, Ana Free toca guitarra con fluidez y acumula más de 300 composiciones originales. Ana tuvo clases de piano durante tres años en su temprana adolescencia pero desistió por sentir que no podía tocar lo que gustaba. Fue también apasionada por el baile y participó en aulas de jazz, ballet y zapateado mientras crecía. Durante su infancia, estudió en la St.Julians International School en Carcavelos, donde adquirió su acento característico.

## Influencias
Ana fue muy influenciada musicalmente por las músicas que su padre acostumbraba tocar para ella cuando era niña. Creció oyendo artistas como Eric Clapton, los Beatles, Bob Marley, Carlos Santana, Sam Cooke, Joni Mitchell y Sheryl Crow. Ella aprendió a tocar canciones de blues en la guitarra, que practicaba con su padre. Cuando era adolescente, acostumbraba a pedirle prestados a su hermano los álbumes y escuchaba artistas como Bryan Adams, Guns'n'Roses, Bon Jovi, Aerosmith y 4 Non Blondes. También era seguidora de artistas pop muy conocidos como Christina Aguilera, En Vogue, Britney Spears, Destiny's Child, Spice Girls, y Ace of Base. Entre estos, ahora escucha artistas como Pink, John Mayer, Rihanna, Katy Perry, Jason Mraz, Pixie Lott, Ellie Goulding, Linkin Park y 30 Seconds To Mars, y tiene fuertes influencias de música portuguesa, griega, española y francesa.

## Carrera
Tuvo su primera actuación en vivo en la televisión en Verano de 2007 en TVI, en Portugal, donde cantó "Crazy", una canción original. Está actualmente grabando su primer álbum después del éxito de su primer sencillo, que fue lanzado el 23 de mayo de 2008, "In My Place". La popularidad de esta canción la llevó a estar presente en la banda sonora de series y novelas como Morangos com Açúcar y Podía Acabar o Mundo.
En noviembre de 2008, Ana fue invitada a grabar el tema portugués "Voa Até Ao Teu Coração" cuando ocurrió el lanzamiento de la película de Disney "Sininho", para el cual también grabó un videoclip.
En Otoño de 2009, Ana grabó su primer EP, "Radian", en Londres, con 5 temas acústicos/pop, que fueron distribuidos en las tiendas FNAC en Portugal al año siguiente. En febrero y marzo de 2010 estrenó este EP a través de actuaciones en Miami y Nueva York. Aún tenía gran protagonismo a través de un concierto al aire libre en Times Square. Las pistas seleccionadas para este álbum corresponden a las canciones más populares de su canal de YouTube.
En mayo de 2010, Ana viajó a la ciudad de Nueva York para trabajar con el director de cine británico, productor musical y escritor, Mark Maclaine, con el objetivo de filmar el videoclip "Questions In My Mind", el primer sencillo del EP "Radian". También viajó a Portugal para grabar un videoclip con la banda portuguesa Hands On Approach, con quien grabó vocales en la canción “Black Tears”, del álbum "High And Above".
Ana con frecuencia realiza giras por Portugal, y, ocasionalmente, en Londres y Nueva York, y sus actuaciones son grabadas por amigos y enviadas para sus blogs y sitios de Internet. Ana abrió un concierto para el cantante/compositor británico James Morrison en verano de 2010 y, en noviembre, abrió el espectáculo de Shakira, momento que Ana considera ser de los más especiales y determinantes de su carrera. Más tarde, fue la única artista femenina en actuar de telonero para el cantante Joe Brooks en su concierto por Reino Unido. Algunas de sus canciones más populares, con más de un millón de visualizaciones cada una, incluyen versiones de Nickelback, "Savin' Me", el éxito de los The Rolling Stones, "Angie", y el tema del Campeonato del Mundo de fútbol de 2010 "Waka Waka (This Time for Africa)" de Shakira.

## Vida privada
En 2012, se encuentra viviendo y grabando en el Reino Unido y terminó en 2008, con mención de honor, la licenciatura en Economía en la Universidad de Kent. Ana desarrolló una afición por temas como "Comercio Internacional" y "Teoría de Juegos" y decidió escribir su disertación bajo el título "¿Cuál es el impacto de la tecnología en la estructura de los principales sellos discográficos (entre 1995 y 2005)?", en la que recibió una distinción. En un momento en que su popularidad en línea comenzó a crecer, Ana se acercó a varias compañías discográficas que querían contratarla, pero no se materializó en el momento debido a su deseo de terminar la universidad antes de tomar una decisión tan grande. Además de ser fluida en inglés (su idioma materno) y portugués, Ana también habla español, francés y griego.
En 2016, vive y trabaja en Los Ángeles.
Tiene una relación con el músico argentino Rodrigo Crespo, del cual tiene dos hijas y un hijo.

### Caridad
Ana ha contribuido a una variedad de causas caritativas, incluyendo dar el nombre por la Liga Portuguesa contra el Cáncer (LPCC) en 2009, como embajador de la sensibilización para el cáncer cervical. En 2010, la fundación "Make A Wish" trabajó con Ana para satisfacer los deseos de una seguidora adolescente que sufre de fibrosis quística, invitándola a ella y a su familia a pasar cinco días en Londres, donde estuvo acompañada por Ana en el estudio y en el London Eye, y asistió al concierto en el club "The Barfly" que fue lleno total.

## Discografía

### Álbumes
- TO.GET.HER (2013)[29]

EPs
- Radian (2010)

### Sencillos
| Título                                            | Año  | Posición en lista[cita requerida] |
| ------------------------------------------------- | ---- | --------------------------------- |
| No Other Way (de su álbum debut "TO.GET.HER")     | 2013 | 1                                 |
| Electrical Storm (de su álbum debut "TO.GET.HER") | 2012 | 1                                 |
| Girlfriend                                        | 2012 | 1                                 |
| Playgrounds and Kisses                            | 2010 | 1                                 |
| Questions in My Mind                              | 2010 | 4                                 |
| Self Inflicted                                    | 2009 | 2                                 |
| Keep on Walking                                   | 2009 | 2                                 |
| In My Place                                       | 2008 | 1                                 |